# Hendrik Bolz

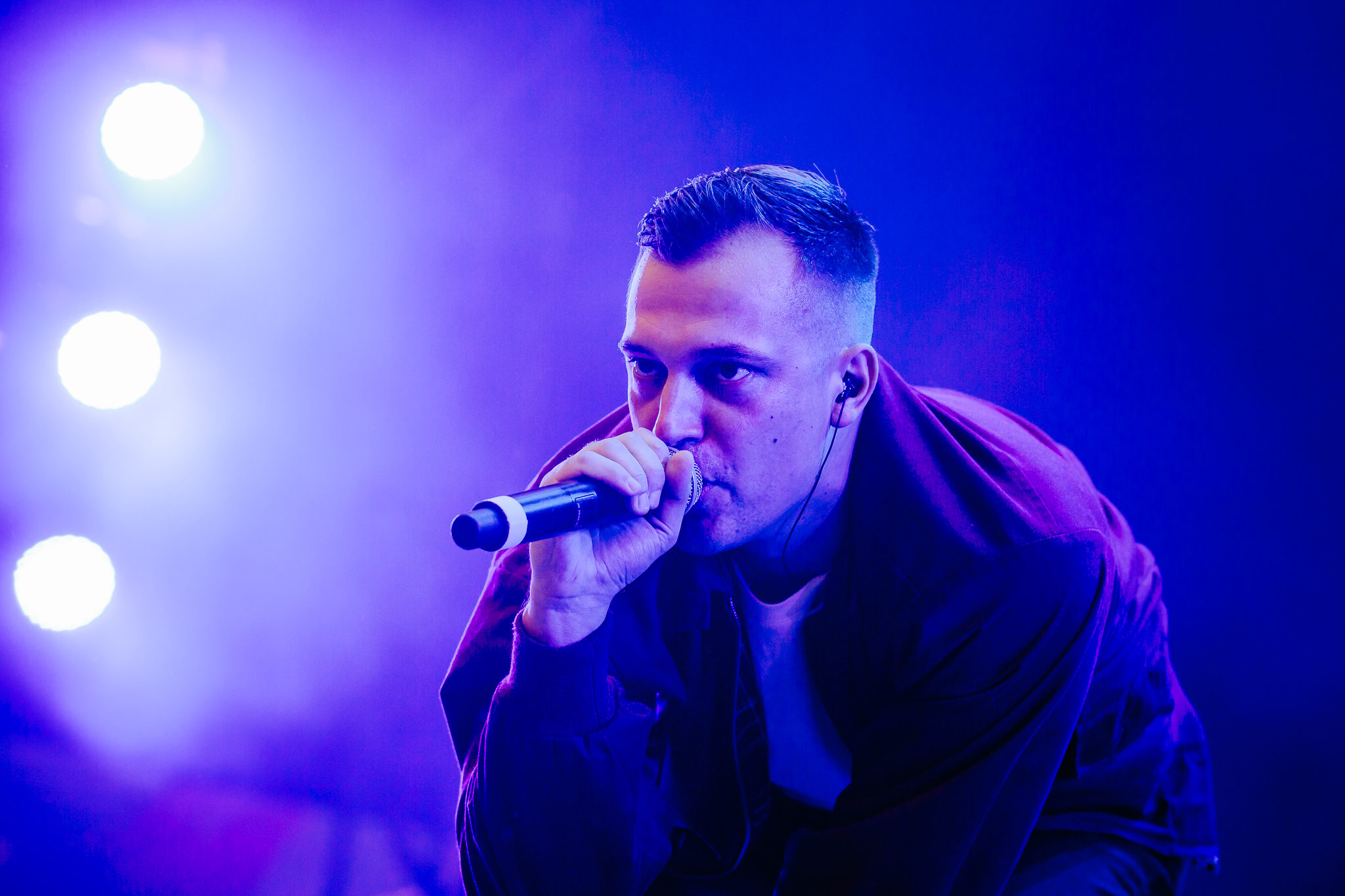
Hendrik Bolz (2017)

Hendrik Bolz (* 1988 in Leipzig), auch bekannt unter dem Künstlernamen Testo, ist ein deutscher Rapper und Schriftsteller. Gemeinsam mit grim104 bildet er das Hip-Hop-Duo Zugezogen Maskulin.

## Werdegang
Hendrik Bolz wurde 1988 in Leipzig geboren und verbrachte seine Jugend nach eigener Aussage überwiegend in Stralsund. Nach dem Abitur zog er nach Berlin, wo er unter anderem unter der Leitung des Journalisten Marcus Staiger ein Praktikum in der Redaktion der Internetseite Rap.de absolvierte. Hier lernte er den Rapper grim104 kennen, mit dem er das Hip-Hop-Duo Zugezogen Maskulin bildet. Ein erstes gemeinsames Album erschien 2011. Nebenbei hat Bolz 2013 eine eigene EP (Töte deine Helden) veröffentlicht, aus der mehrere Stücke auch als Musikvideo erschienen. Zuletzt erschien 2020 das Zugezogen Maskulin-Album 10 Jahre Abfuck. Neben seinem musikalischen Schaffen ist Bolz, zusammen mit grim104, Herausgeber des bei Diffus erscheinenden Podcasts Zum Dorfkrug, in dem Themen wie Herkunft, Heimat und Dorf aber auch Rechtsruck, Landflucht und Identität mit verschiedenen Gästen besprochen werden.
Im Februar 2022 erschien mit Nullerjahre eine Autobiografie unter seinem bürgerlichen Namen, welche den 10. Platz der Spiegel-Bestsellerliste erreichte. Seit 2023 ist Hendrik Bolz Host des MDR Podcasts „Springerstiefel“, dessen erste Staffel 2024 für den Civis-Medienpreis nominiert war. Die zweite Staffel gewann 2025 den Deutschen Hörbuchpreis in der Kategorie "Bester Podcast".

## Diskografie
Alben
- 2011: Kauft nicht bei Zugezogenen (Kostenloses Album mit grim104 als Zugezogen Maskulin)
- 2015: Alles brennt (mit grim104 als Zugezogen Maskulin)
- 2017: Alle gegen Alle (mit grim104 als Zugezogen Maskulin)
- 2020: 10 Jahre Abfuck (mit grim104 als Zugezogen Maskulin)

EPs
- 2010: Zugezogen Maskulin (Kostenlose EP mit grim104 als Zugezogen Maskulin)
- 2013: Töte deine Helden

Singles
- 2014: Alles brennt (mit grim104 als Zugezogen Maskulin)
- 2014: Endlich wieder Krieg (mit grim104 als Zugezogen Maskulin)
- 2015: Plattenbau O.S.T. (mit Ada Steinberg (Gesang) und grim104 als Zugezogen Maskulin)
- 2017: Was für eine Zeit (mit grim104 als Zugezogen Maskulin)
- 2017: Uwe & Heiko (mit grim104 als Zugezogen Maskulin)
- 2020: EXIT (mit grim104 als Zugezogen Maskulin)
- 2020: Tanz auf dem Vulkan (mit grim104 als Zugezogen Maskulin)
- 2020: Sommer Vorbei (mit grim104 als Zugezogen Maskulin)
- 2020: Weihnachtssong (mit grim104 als Zugezogen Maskulin)

Videos
- 2011: Entartete Kunst (mit grim104 als Zugezogen Maskulin)
- 2012: Undercut Tumblrblog (mit grim104 als Zugezogen Maskulin)
- 2012: Rotkohl (mit grim104 als Zugezogen Maskulin)
- 2012: Maskulin Maskulin (mit 3Plusss, Donetasy und grim104)
- 2013: Champagner Für Alle
- 2013: Töte deine Helden
- 2013: Keine Ahnung Wo
- 2014: Alles brennt (mit grim104 als Zugezogen Maskulin)
- 2014: Endlich wieder Krieg (mit grim104 als Zugezogen Maskulin)
- 2015: Plattenbau O.S.T. (mit Ada Steinberg (Gesang) und grim104 als Zugezogen Maskulin)
- 2017: Was für eine Zeit (mit grim104 als Zugezogen Maskulin)
- 2017: Uwe & Heiko (mit grim104 als Zugezogen Maskulin)
- 2017: Alle gegen Alle (mit grim104 als Zugezogen Maskulin)
- 2020: EXIT (mit grim104 als Zugezogen Maskulin)
- 2020: Tanz auf dem Vulkan (mit grim104 als Zugezogen Maskulin)
- 2020: Sommer Vorbei (mit grim104 als Zugezogen Maskulin)
- 2020: Weihnachtssong (mit grim104 als Zugezogen Maskulin)

## Weitere Veröffentlichungen
Bücher
- Als Hendrik Bolz: Nullerjahre. Kiepenheuer & Witsch, Köln 2022, ISBN 978-3-462-00094-8.

Podcasts
- 2023: Springerstiefel – Fascho oder Punk? (Staffel 1) gemeinsam mit Don Pablo Mulemba[7]

- 2024: Springerstiefel – die 90er sind zurück (Staffel 2) gemeinsam mit Don Pablo Mulemba[8]